# Ruminotomía
Procedimiento quirúrgico de rutina en rumiantes donde se explora el rumen con objetivos de diagnóstico y tratamiento. (Dehghami y Ghadrdani (1995), Gutierrez, et al (1998) y Rouquet, et al (2006))
Corresponde con la implantación de una cánula ruminal y si se realiza adecuadamente, puede ser una forma eficaz de rescatar cuerpos extraños ingeridos y tratar e investigar otros problemas estomacales de los rumiantes. (Niehaus, 2008)
El objetivo final de la ruminotomía es estudiar los diferentes procesos digestivos de las dietas llevadas por estos animales y la evaluación nutricional de los alimentos ingeridos y su eficiencia en la fermentación ruminal (pH, concentración de nitrógeno amoniacal y ácidos grasos volátiles). Principalmente el beneficio está en la producción y se minimiza el bienestar animal.
Los animales fistulados también se usan para donar líquido ruminal para experimentos in vitro.

## Procedimiento
Existen diferentes técnicas para realizar una ruminotomía.
-Técnica de dos tiempos: en la primera fase, el rumen debe estar suturado a la piel durante 5 a 10 días, para garantizar su adhesión, quedando expuesto el tejido ruminal presionado para generar su necrosis. La segunda fase de la operación es la inserción de la cánula luego de 5 a 10 d de la primera cirugía. En esta fase, el animal debe ser ayunado (24 horas) y anestesiado antes de proceder a la incisión del rumen y colocar la cánula.
-Técnica de un solo tiempo, el rumen se sutura con nailon monofilamento a la cavidad abdominal (peritoneo, músculos y piel), y la ruminotomía y colocación de la cánula ruminal se hacen a la vez.